# Litslits
Litslits ist ein Ort auf der Insel Malakula in der Provinz Malampa im Inselstaat Vanuatu.

## Geographie
Der Ort liegt an der Ostküste der Insel Malakula zwischen Lakatoro und Sarmette. Der Ort liegt auf einem schmalen Strandstreifen am „Hals“ von Malakula. Direkt hinter dem Ort steigen die Berge bis auf über 400 m an. Der Ort ist gegen das Meer geschützt durch eine Landzunge, die sich von der Bushman's Bay nach Norden erstreckt und in der Insel Uripiv endet. 
Es gibt eine wöchentliche Fährverbindung mit einem Lasten-Katamaran.